# Jelizaveta Bryzginová
Jelizaveta Bryzginová, ukrajinsky Єлізавета Бризгіна (* 28. listopadu 1989 Luhansk) je ukrajinská atletka, sprinterka. Je držitelkou ukrajinského Řádu kněžny Olgy III. stupně.

## Kariéra
V roce 2007 na juniorském mistrovství Evropy v nizozemském Hengelu získala stříbrné medaile v běhu na 200 metrů (23,66 s) a ve štafetě na 4 × 100 metrů. O rok později na MS juniorů v Bydhošti skončila v úvodních rozbězích (100 m, 200 m). Z rozběhu (60 m) nepostoupila také na halovém ME 2009 v Turíně.
Na evropském šampionátu v Barceloně v roce 2010 vybojovala stříbrnou medaili v běhu na 200 metrů. Ve finále trať zaběhla v novém osobním rekordu 22,44 s a prohrála jen s Francouzkou Myriam Soumaréovou, která byla o osm setin sekundy rychlejší. Bronz brala Ruska Alexandra Fedorivová. Úspěch zaznamenala také ve štafetě na 4 × 100 metrů, kde získala zlatou medaili, na které se dále podílely Olesja Povchová, Natalija Pohrebňaková a Marija Rjemjeňová.

## Rodina
Její rodiče Olga Bryzginová a Viktor Bryzgin získali oba zlaté medaile v atletice na Letních olympijských hrách 1988.

## Vyznamenání
- Řád kněžny Olgy III. třídy – 15. srpna 2012 – udělil prezident Viktor Janukovyč[4]